# Acanthoptilum agassizi
Acanthoptilum agassizi is een Pennatulaceasoort uit de familie van de Virgulariidae. De wetenschappelijke naam van de soort is voor het eerst geldig gepubliceerd in 1872 door Kölliker.